# Pavel Spunar
Pavel Spunar (21. května 1928 Praha – 5. dubna 2025) byl český literární a kulturní historik–medievista a filozof, který se zabýval dějinami středověku, zvláště počátky českého písemnictví a středověkou filosofií.

## Život
Po maturitě na reálném gymnáziu v Praze Bubenči v roce 1947 studoval v letech 1947–1953 hudební vědu, dějiny výtvarných umění, pomocné vědy historické a filozofii na Filozofické fakultě UK. Současně na téže fakultě absolvoval knihovnické kurzy a roku 1949 složil druhou státní zkoušku. Roku 1952 předložil dizertační práci Česká bastarda a získal na FFUK doktorát. Poté nastoupil do Památníku národního písemnictví v Praze na Strahově. Od 1. ledna 1953 již v Historickém ústavu ČSAV. Nejprve působil v Kabinetu filologické dokumentace, po zatčení profesora Bohumila Ryby došlo k převodu pracoviště, od roku 1954pracoval v Ústavu pro českou literaturu a od 1. ledna 1962 v Kabinetu pro studia řecká, římská a latinská. Od roku 1990 byl pracovníkem Ústavu pro klasická studia AV ČR, dnes Kabinetu pro klasická studia filozofického ústavu AV ČR.
Roku 1967 předložil kandidátskou disertační práci Nová fakta a úvahy o genezi Kodexu vyšehradského a rukopisů s ním souvisících, za kterou získal hodnost kandidáta věd. Po roce 1989 začal přednášet na vysokých školách, roku 1992 se habilitoval pro obor dějiny a teorie kultury na Filozofické fakultě Masarykovy univerzity v Brně, kde byl roku 1995 jmenován profesorem.
Roku 1996 byl zvolen členem Učené společnosti ČR. Byl členem několika mezinárodních vědeckých společností, například Comité internationale de paléographie latine se sídlem v Paříži, Comité international du vocabulaire des institutions et de la Communication intellectuelle au Moyen Age v Haagu a Union académique internationale v Bruselu.
Jeho specializací byly dějiny středověké kultury, literární medievistika, paleografie a kodikologie.